# Sphaerocina
Sphaerocina is een geslacht van uitgestorven weekdieren uit de klasse van de Gastropoda (slakken).

## Soort
- Sphaerocina formai (Audenino, 1897) †